# Massacre de Qana de 1996
O Massacre de Qana ocorreu em 18 de abril de 1996, perto de Qana, um vilarejo no sul do Líbano então ocupado por Israel, quando os militares israelenses dispararam projéteis de artilharia contra um complexo das Nações Unidas, que abrigava cerca de 800 civis libaneses, matando 106 e ferindo cerca de 116. Quatro soldados fijianos da Força Interina das Nações Unidas no Líbano também ficaram gravemente feridos.
O ataque ocorreu em meio a intensos combates entre as Forças de Defesa de Israel e o Hezbollah durante a Operação Vinhas da Ira. De acordo com Israel, foi lançada a barragem de artilharia para cobrir uma unidade de forças especiais israelenses depois que ela foi alvo de tiros de morteiros lançados das proximidades do complexo e transmitido por rádio um pedido de apoio. As alegações de Israel foram refutadas por uma investigação das Nações Unidas que mais tarde descobriu que o bombardeio israelense foi deliberado, com base em evidências de vídeo mostrando um drone de reconhecimento israelense sobre o complexo antes do bombardeio. O governo israelense negou a existência do drone a princípio, mas depois afirmou, após ser informado das evidências do vídeo, que o drone estava em uma missão diferente. Israel rejeitou as conclusões do relatório da ONU sobre o incidente.
O incidente atrairia atenção nos anos seguintes, depois que Naftali Bennett, o comandante da unidade de comando israelense que havia solicitado o ataque, entrou na política, posteriormente se tornando primeiro-ministro de Israel.